# Abrys
Abrys – termin używany w dawnych czasach na określenie szkicu, zarysu, projektu architektonicznego. Był szczególnie popularny w XVIII i na początku XIX wieku, kiedy to pełnił funkcję technicznego rysunku konturowego, często wykorzystywanego w sztuce, architekturze.

## Definicje
1. Szkic, zarys – Abrys oznaczał początkowy rysunek lub koncept, który miał służyć jako podstawa do dalszej pracy nad projektem. Przykład historyczny: „Król Łokietek na podziękowanie Bogu za swoje zwycięstwa postanowił ufundować piękny kościół w Wiślicy; tym końcem kazał zrobić abrys, który mu się bardzo podobał; otóż podług tego abrysu zgodził się z majstrem, aby kościół wystawił.”[2]
2. Plan architektoniczny – W XVIII i na początku XIX wieku abrys pełnił funkcję planu architektonicznego, który był podstawowym narzędziem projektantów i architektów przy realizacji budowli. Przykład: „Snycerz królewski wykonał ołtarze według abrysów architekta i inżyniera królewskiego Tylmana Gameren dla kościoła w Klimontowie.”[3]

Abrys był elementem wczesnego procesu twórczego, szczególnie w sztukach plastycznych i architekturze, gdzie pozwalał na wizualizację i zaplanowanie projektów przed ich wykonaniem.